# 873 Mechthild
873 Mechthild è un asteroide della fascia principale del diametro medio di circa 29,04 km. Scoperto nel 1917, presenta un'orbita caratterizzata da un semiasse maggiore pari a 2,6260377 UA e da un'eccentricità di 0,1508421, inclinata di 5,26376° rispetto all'eclittica.
Il suo nome fa riferimento a Matilde di Magdeburgo (in tedesco Mechthild), una mistica benedettina vissuta nel monastero di Hefta.